# Isidoro di Mileto il Giovane
Isidoro di Mileto il Giovane (Mileto, ... – VI secolo) è stato un ingegnere bizantino, noto per aver ripristinato, la Basilica di Hagia Sophia a Costantinopoli.

## Biografia

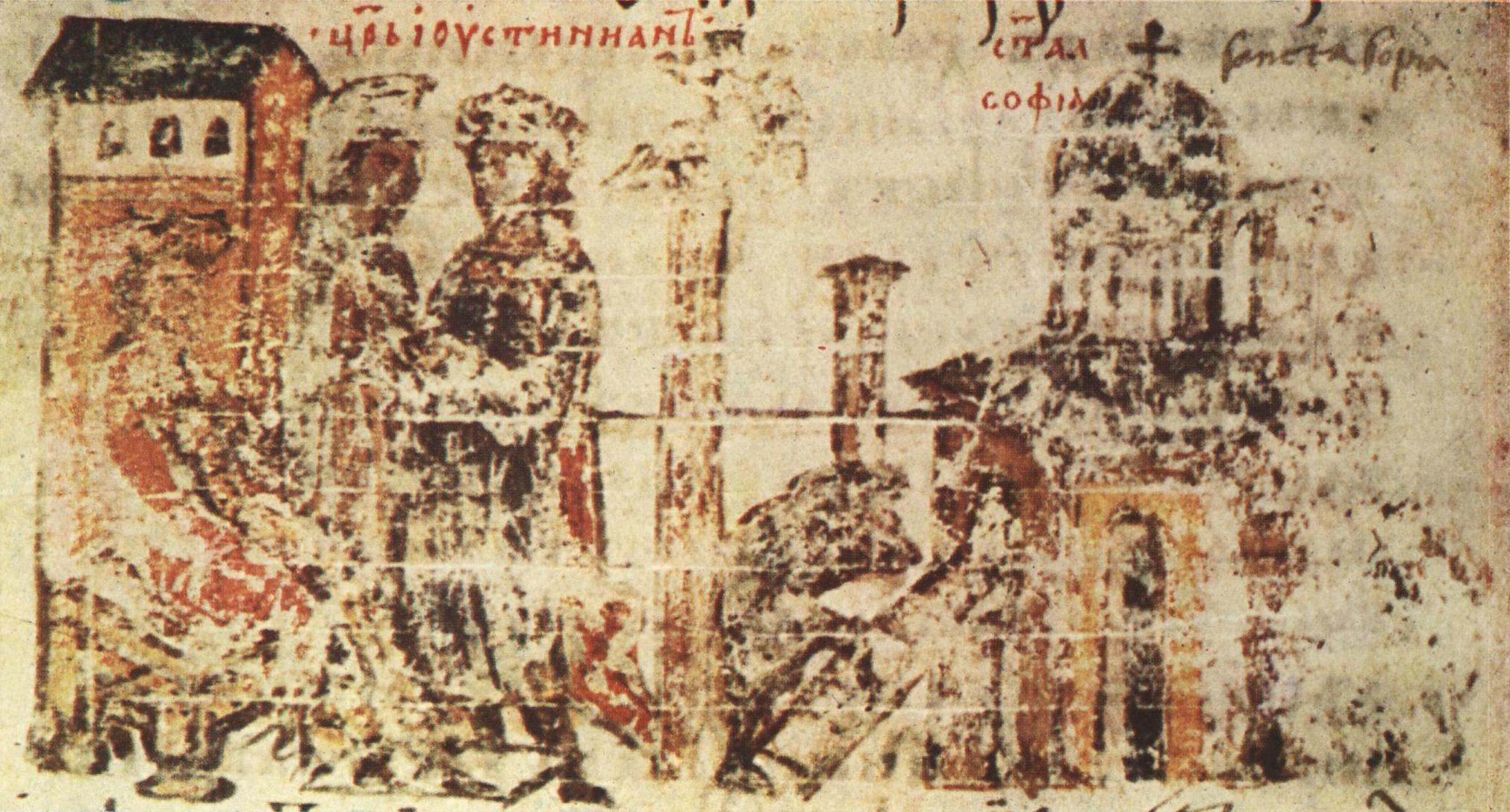
Costruzione della chiesa rappresentata nel codice Cronaca di Manasse

Secondo Procopio e Agatia Isidoro era il nipote dell'architetto Isidoro di Mileto, detto per questo il vecchio.
I terremoti avvenuti nel mese di agosto 553 e il 14 dicembre 557 causarono fessurazioni nella cupola centrale e nella semicupola orientale di Santa Sofia. La cupola principale crollò completamente durante un terremoto successivo, avvenuto il 7 maggio 558, distruggendo l'ambone, l'altare e il ciborio. L'incidente fu dovuto principalmente alla portante troppo alta e al carico enorme della cupola che era troppo piatta. Questi fattori provocarono la deformazione dei piloni che sostenevano la cupola. L'imperatore Giustiniano I ordinò un immediato ripristino. Egli affidò I lavori a Isidoro da Mileto il giovane che utilizzò materiali più leggeri ed elevò la cupola di altri 6,25 metri., conferendo all'edificio la sua altezza interna attuale di 55,6 metri.
Questa ricostruzione dette alla chiesa il suo aspetto attuale. La ricostruzione della basilica terminò nel 562. Essa venne riconsacrata dal Patriarca Eutichio di Costantinopoli il 23 dicembre 562. Il poeta Paolo Silenziario compose un lungo poema epico giunto sino a noi, noto come Ekphrasis, appositamente per la riconsacrazione della basilica.
L'opera di Isidoro rimase per oltre 900 anni la più grande cupola in laterizi mai realizzata, sino alla cupola di S. Maria del Fiore, capolavoro del Rinascimento Italiano.